# Georg Hettner
Georg Hermann Hettner, född den 21 augusti 1854 i Jena, död den 24 maj 1914 i Berlin, var en tysk matematiker. 
Han var son till litteratur- och konsthistorikern Hermann  Hettner och far till fysikern Gerhard Hettner.
Hettner promoverades 1877 vid universitetet i Berlin med avhandlingen Ueber die Reduction der Integrale einer besonderen Classe von algebraischen Differentialen auf die hyperelliptischen Integrale. Han var extra ordinarie professor i matematik vid tekniska högskolan i Berlin, där han även var rektor under ett läsår. År 1895 valdes  Hettner till ledamot av Leopoldina. År 1904 utnämndes han till geheime regeringsråd.